# Park Dendrologiczny w Koszalinie
Park Dendrologiczny w Koszalinie - park dendrologiczny w śródmiejskiej części Koszalina, w dolinie rzeki Dzierżęcinki. 
Zajmuje powierzchnię 7,74 ha i jest najbardziej na północ wysuniętą częścią zwartego ciągu zieleni, przebiegającego przez miasto. W parku znajduje się zabytkowy stary młyn "Pałac Młynarzy" oraz wiele ciekawych gatunków drzew, m.in. klon japoński, kalina sztywnolistna oraz wiele odmian świerków i drzew liściastych.